# Глауберит
Глауберит — мінерал класу сульфатів, сульфат кальцію та натрію острівної будови.

## Етимологія та історія
Вперше глауберит був знайдений у муніципалітеті Вільяррубія-де-Сантьяго у складі автономної спільноти Кастилія-Ла-Манча у провінції Толедо і описаний французьким хіміком, мінералогом та геологом Александром Бронньяртом (1770—1847). Він назвав мінерал на честь німецького алхіміка Йоганна Рудольфа Глаубера (1604—1670), який відкрив і описав сульфат натрію (глауберова сіль).
Типовий матеріал мінералу доступний у Музеї національної природної історії в Парижі за каталогом Nr. 23.400 — 23.402

## Загальний виклад
Хімічна формула: Na2Ca[SO4]2. Містить (%): Na2О — 22,29; CaO — 20,16; SO3 — 57,55. Сингонія моноклінна; кристали таблитчасті, призматичні, діпірамідальні. Спайність довершена в одному напрямі. Твердість 2,5. Густина 2,75-2,85. Колір сірий, жовтуватий, бурий. Блиск скляний до воскового. На площинах спайності перламутровий полиск. Характерний злегка солоний присмак. Слабкорозчинний у воді.
Поширення: загальна складова континентальних і морських родовищ евапориту; як сублімації
навколо фумарол; в заповнених мінералами порожнинах у базальтовій лаві; у родовищах нітратів у посушливому кліматі.
Типовий осадовий мінерал морського і озерного походження, один з важливих компонентів соляних родовищ (наприклад, Кара-Богаз-Гол).
Асоціація: галіт, полігаліт, ангідрит, гіпс, тенардит, мірабіліт (евапорити); сасоліт (фумароли); бльодит (поклади нітратів).
Знахідки: в Іспанії, у муніципалітетах Вільяррубія-де-Сантьяго, Оканья в Іспанії; поблизу Вестерегельна, Саксонія-Ангальт, Німеччина; Гальштата, Австрія; поблизу Нансі, Мерт і Мозель, Франція; Тальталь, Антофагаста, Чилі; у США, з озера Серлз,
Боракс Лейк, Каліфорнія; в родовищах пермської солі Ектор і Аптон, Техас; поблизу м. Кемп-Верде, Аризона; з Великого Солоного озера, Юта. в Гіпсамвілі,
Манітоба, Канада; з озера Гілліс, Лочіл, Південна Австралія; на острові Вулькано, Ліпарські острови, Італія; на вулканічному острові Суртсей, Ісландія.